# هاري أونيل
هاري أونيل (بالإنجليزية: Harry O'Neill)‏ هو لاعب كرة قاعدة أمريكي، ولد في 20 نوفمبر 1892 في لندسي ‏ في كندا، وتوفي في 5 سبتمبر 1969 في Ridgetown ‏ في كندا.

## وصلات خارجية
- هاري أونيل على موقعبيزبول رفرنس.كوم (الدوري الرئيسي) (الإنجليزية)
- هاري أونيل على موقعبيزبول رفرنس.كوم (الدوري الثانوي) (الإنجليزية)